# Kayro Flores Heatley
Kayro Flores Heatley (Roma, Italia; 1 de  abril de 1998) es un futbolista italiano con nacionalidades nicaragüense, inglés, y costarricense. Juega de delantero y actualmente juega para el Fossano Calcio de la Serie D de Italia.

## Trayectoria

### SS Racing Club Roma
Debutó profesionalmente en tierras italianas con el SS Racing Club Roma de tierras italianas, el 24 de marzo de 2016 contra U.S Catanzaro 1929 en la derrota 2-0. Después dos partidos. Contabilizó en total 3 partidos con el SS Racing Club Roma

### Nuorese Calcio
Con el Nuorese Calcio contabilizó 9 partidos, ofreciendo 2 asistencias, en el que participó en el Torneo de Viareggio de las categorías inferiores, enfrentándose ante el Bari Primavera, Napoli Primavera, y el Deportivo Camioneros U20. 

### FC Südtirol
Contabilizó 17 partidos en total, ofreciendo 1 asistencias, además de su participación en la Coppa Italia Serie C, donde participó en una ocasión con derrota (3-0).

### Cavese 1919
Contabilizó 22 partidos disputados en total, ofreciendo 3 anotaciones, además de su única participación en la Coppa Italia Serie C, en donde dio sus dos anotaciones a los minutos 48 y 69, finalizado el partido con derrota 5-2.

### FC Arzignano Valchiampo
Contabilizó 15 partidos, ofreciendo 1 gol. Su única anotación se dio en la fecha 22 del torneo contra AS Gubbio 1910 al minuto 46, siendo esta anotación la victoria para Kayro con el marcador 1-0.

### Piacenza Calcio 1919
Contabilizó en total 9 partidos disputados, ofreciendo 1 gol y una asistencia, además de su participación en la Copa Italia contra Teramo Calcio en el que disputó 45 minutos en la derrota 1-2.

### Alma Juventus Fano 1906
Contabilizó en total 9 partidos, sumando un total de 258 minutos. 

### Roma City FC
Contabilizó 22 partidos disputados, en donde ofreció 6 anotaciones y 2 asistencias, mayoritariamente participó como jugador titular, alcanzando una suma de 1,450 minutos.

## Selección nacional
Fue citado para formar parte del plantel de la selección de Nicaragua sub-23, en la antesala de los Juegos Olímpicos de Tokio 2020. Sin embargo, Kayro rechazó la citación.

## Estadísticas

### Clubes
Actualizado al último partido jugado el 22 de octubre de 2023.
| Club                          | Div.          | Temporada     | Liga  | Liga  | Liga   | Copas nacionales | Copas nacionales | Copas nacionales | Copas internacionales | Copas internacionales | Copas internacionales | Total | Total | Total  |
| Club                          | Div.          | Temporada     | Part. | Goles | Asist. | Part.            | Goles            | Asist.           | Part.                 | Goles                 | Asist.                | Part. | Goles | Asist. |
| ----------------------------- | ------------- | ------------- | ----- | ----- | ------ | ---------------- | ---------------- | ---------------- | --------------------- | --------------------- | --------------------- | ----- | ----- | ------ |
| SS Racing Club Roma · Italia  |               |               |       |       |        |                  |                  |                  |                       |                       |                       |       |       |        |
| 3.ª                           | 2015-16       | 3             | 0     | 0     | —      | —                | —                | —                | —                     | —                     | 3                     | 0     | 0     |        |
| Total club                    | Total club    | 3             | 0     | 0     | 0      | 0                | 0                | 0                | 0                     | 0                     | 3                     | 0     | 0     |        |
| Nuorese Calcio · Italia       |               |               |       |       |        |                  |                  |                  |                       |                       |                       |       |       |        |
| 4.ª                           | 2016-17       | 9             | 0     | 2     | —      | —                | —                | —                | —                     | —                     | 9                     | 0     | 2     |        |
| Total club                    | Total club    | 9             | 0     | 2     | 0      | 0                | 0                | 0                | 0                     | 0                     | 9                     | 0     | 2     |        |
| FC Südtirol · Italia          |               |               |       |       |        |                  |                  |                  |                       |                       |                       |       |       |        |
| 3.ª                           | 2017-18       | 16            | 0     | 1     | 1      | 0                | 0                | —                | —                     | —                     | 17                    | 0     | 1     |        |
| Total club                    | Total club    | 16            | 0     | 1     | 1      | 0                | 0                | 0                | 0                     | 0                     | 17                    | 0     | 1     |        |
| Cavese 1919 · Italia          |               |               |       |       |        |                  |                  |                  |                       |                       |                       |       |       |        |
| 3.ª                           | 2018-19       | 22            | 3     | 0     | 1      | 2                | 0                | —                | —                     | —                     | 23                    | 5     | 0     |        |
| Total club                    | Total club    | 22            | 3     | 0     | 1      | 2                | 0                | 0                | 0                     | 0                     | 23                    | 5     | 0     |        |
| Arzignano Valchiampo · Italia |               |               |       |       |        |                  |                  |                  |                       |                       |                       |       |       |        |
| 3.ª                           | 2019-20       | 15            | 1     | 0     | —      | —                | —                | —                | —                     | —                     | 15                    | 1     | 0     |        |
| Total club                    | Total club    | 15            | 1     | 0     | 0      | 0                | 0                | 0                | 0                     | 0                     | 15                    | 1     | 0     |        |
| Piacenza Calcio · Italia      |               |               |       |       |        |                  |                  |                  |                       |                       |                       |       |       |        |
| 3.ª                           | 2020-21       | 8             | 1     | 1     | 1      | 0                | 0                | —                | —                     | —                     | 9                     | 1     | 1     |        |
| Total club                    | Total club    | 8             | 1     | 1     | 1      | 0                | 0                | 0                | 0                     | 0                     | 9                     | 1     | 1     |        |
| Juventus Fano 1906 · Italia   |               |               |       |       |        |                  |                  |                  |                       |                       |                       |       |       |        |
| 3.ª                           | 2020-21       | 10            | 0     | 0     | —      | —                | —                | —                | —                     | —                     | 10                    | 0     | 0     |        |
| Total club                    | Total club    | 10            | 0     | 0     | 0      | 0                | 0                | 0                | 0                     | 0                     | 10                    | 0     | 0     |        |
| Roma City FC · Italia         |               |               |       |       |        |                  |                  |                  |                       |                       |                       |       |       |        |
| 4.ª                           | 2021-22       | 22            | 6     | 2     | —      | —                | —                | —                | —                     | —                     | 22                    | 6     | 2     |        |
| Total club                    | Total club    | 22            | 6     | 2     | 0      | 0                | 0                | 0                | 0                     | 0                     | 22                    | 6     | 2     |        |
| LVPA Frascati · Italia        |               |               |       |       |        |                  |                  |                  |                       |                       |                       |       |       |        |
| 4.ª                           | 2022-23       | 29            | 4     | 1     | 2      | 0                | 0                | —                | —                     | —                     | 31                    | 4     | 1     |        |
| Total club                    | Total club    | 29            | 4     | 1     | 2      | 0                | 0                | 0                | 0                     | 0                     | 31                    | 4     | 1     |        |
| ASD Anziolavinio · Italia     |               |               |       |       |        |                  |                  |                  |                       |                       |                       |       |       |        |
| 4.ª                           | 2023-24       | 7             | 1     | 1     | 1      | 1                | 0                | —                | —                     | —                     | 8                     | 2     | 1     |        |
| Total club                    | Total club    | 7             | 1     | 1     | 1      | 1                | 0                | 0                | 0                     | 0                     | 8                     | 2     | 1     |        |
| Total carrera                 | Total carrera | Total carrera | 141   | 16    | 8      | 6                | 3                | 0                | 0                     | 0                     | 0                     | 147   | 19    | 8      |
| 1. Fuente:Transfermarkt       |               |               |       |       |        |                  |                  |                  |                       |                       |                       |       |       |        |

## Vida personal
El delantero viene de una familia con distintos orígenes. Nació en Roma, Italia. Su padre, Kayro Flores es nicaragüense, su madre Christine Heatley es inglesa. Su abuelo es de Costa Rica. Por esta mezcla, Kayro podría jugar para las selecciones de Inglaterra, Nicaragua, Costa Rica o Italia.